# Institut d'énergie et systèmes électriques
L'Institut d'énergie et systèmes électriques est un institut de recherche scientifique suisse basé à Yverdon-les-Bains.

## Histoire
En 1996, est créée la haute école spécialisée de Suisse occidentale (HES-SO) dont une des missions consiste à effectuer de la recherche appliquée et du développement (Ra&D) de projets d'ingénierie. 
L'institut CENSE (Centre Énergie et Systèmes Électriques) naît de la réunion des laboratoires d'énergie électrique, de machines électriques, d'électronique de puissance et de simulation. En 2000 l'institut CENSE se transforme en IESE (Institut d’Énergie et Systèmes Électriques) et définit ses axes stratégiques de Ra&D au sein de la HES-SO, à savoir :
- Motorisation et entraînement électriques
- Électronique de puissance et conversion d'énergie électrique
- Énergétique électrique (y.c. énergies renouvelables)
- Simulation électromagnétique.